# Graziano Trasmissioni

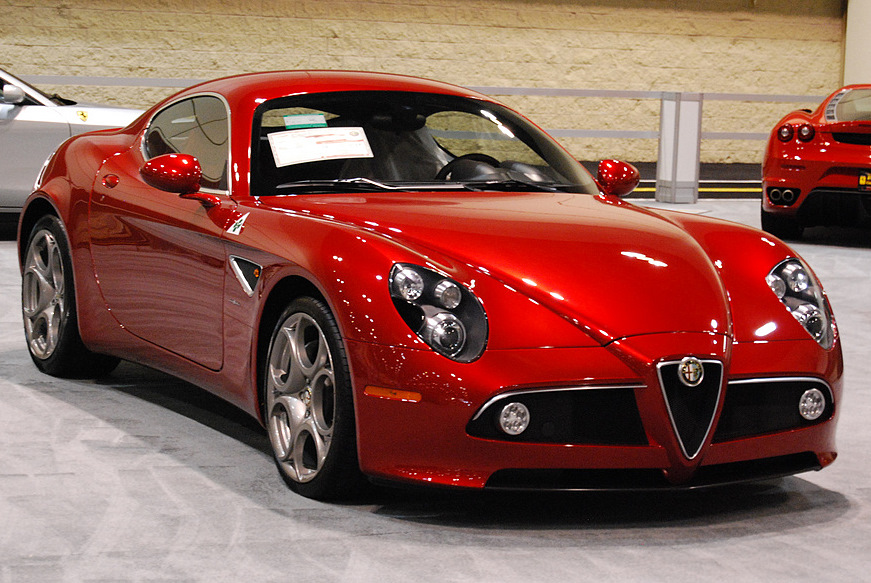
Alfa Romeo 8C Competizione

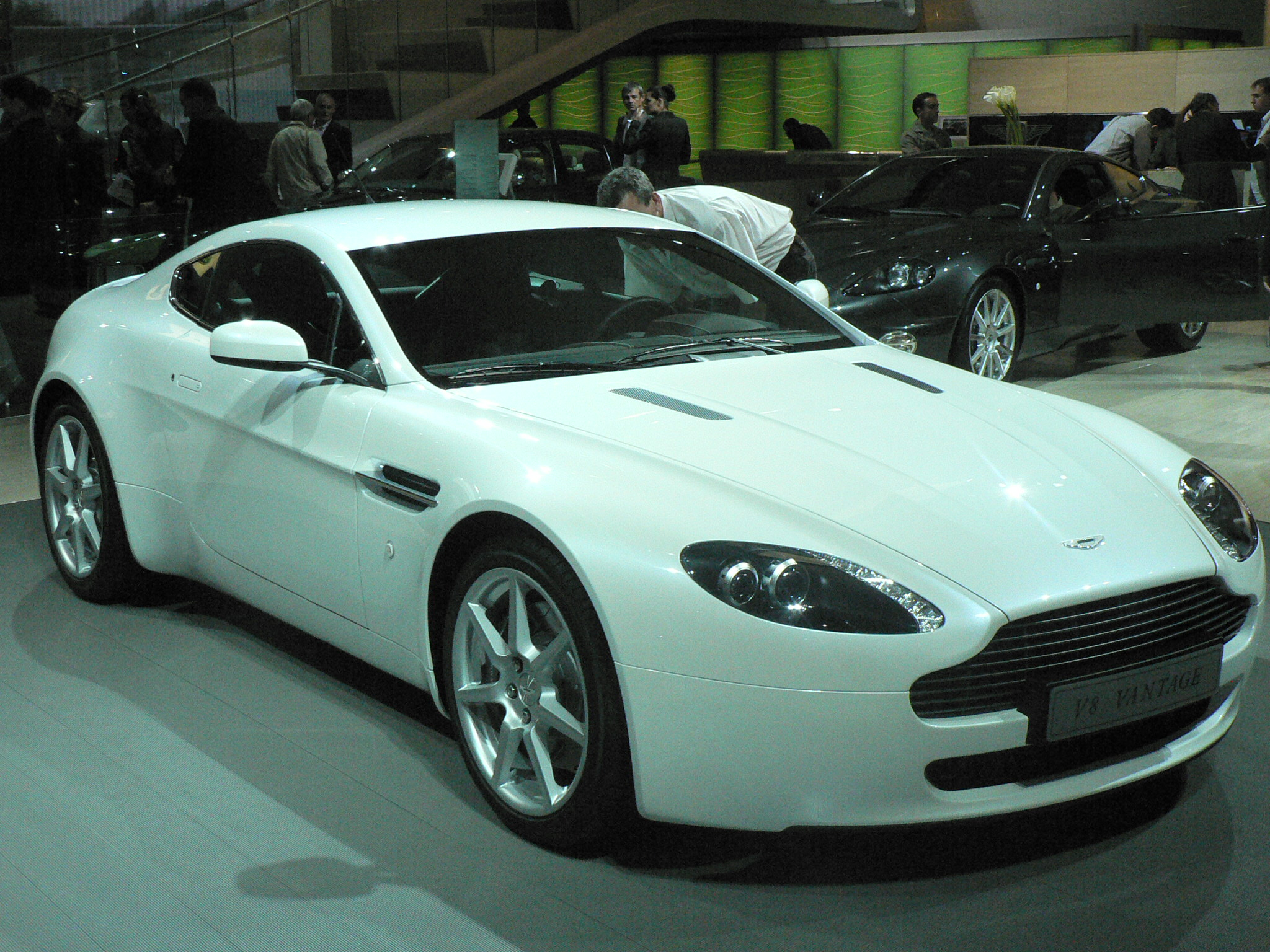
Aston Martin V8 Vantage

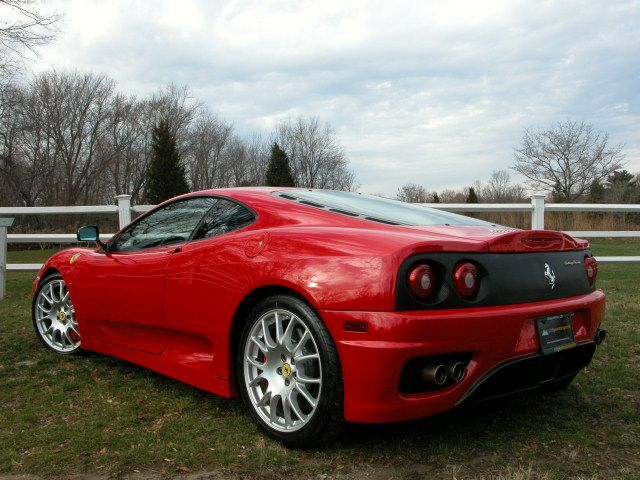
Ferrari 360 Modena/Challenge Stradale

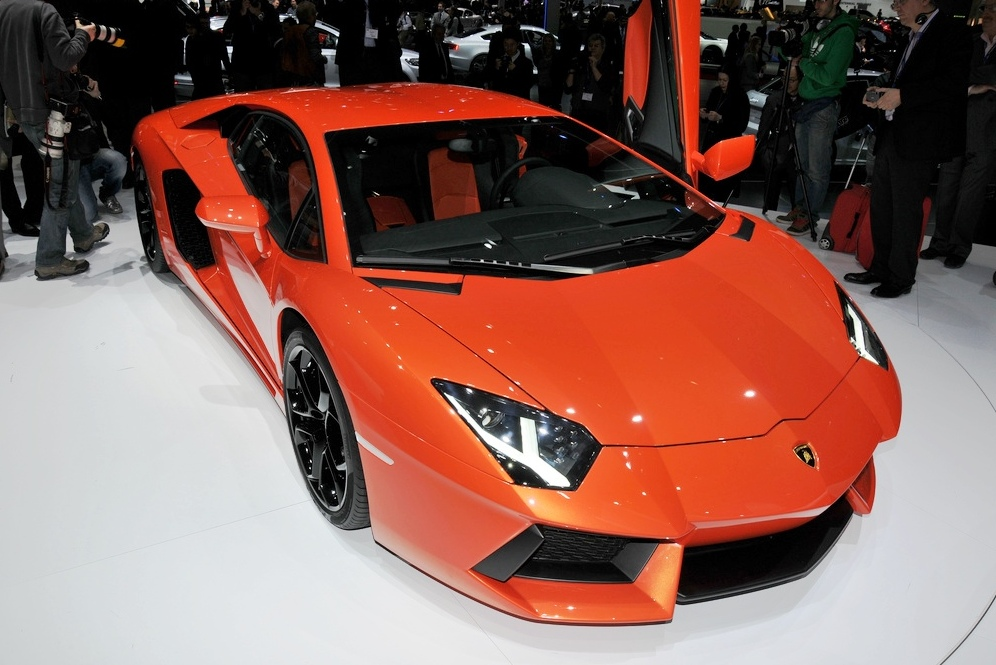
Lamborghini Aventador

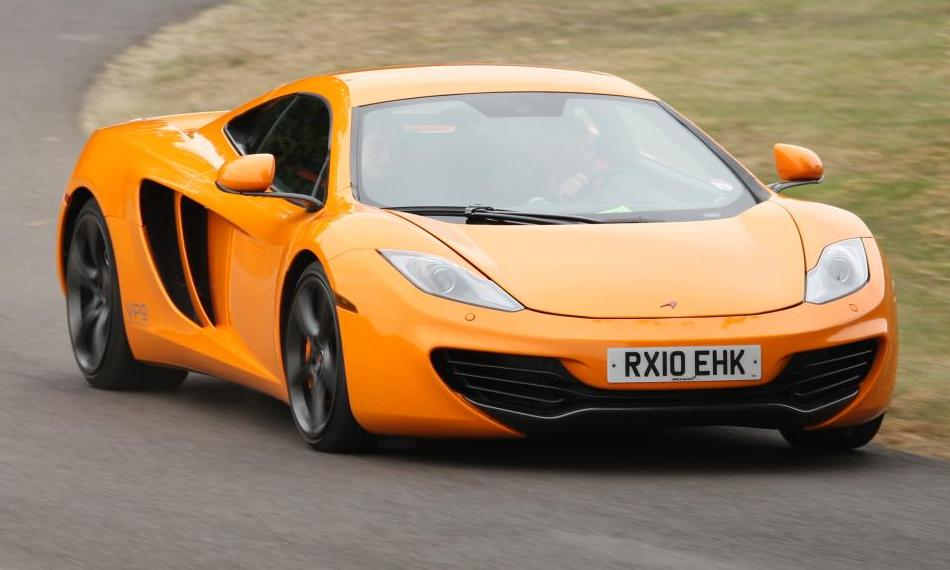
McLaren MP4-12C

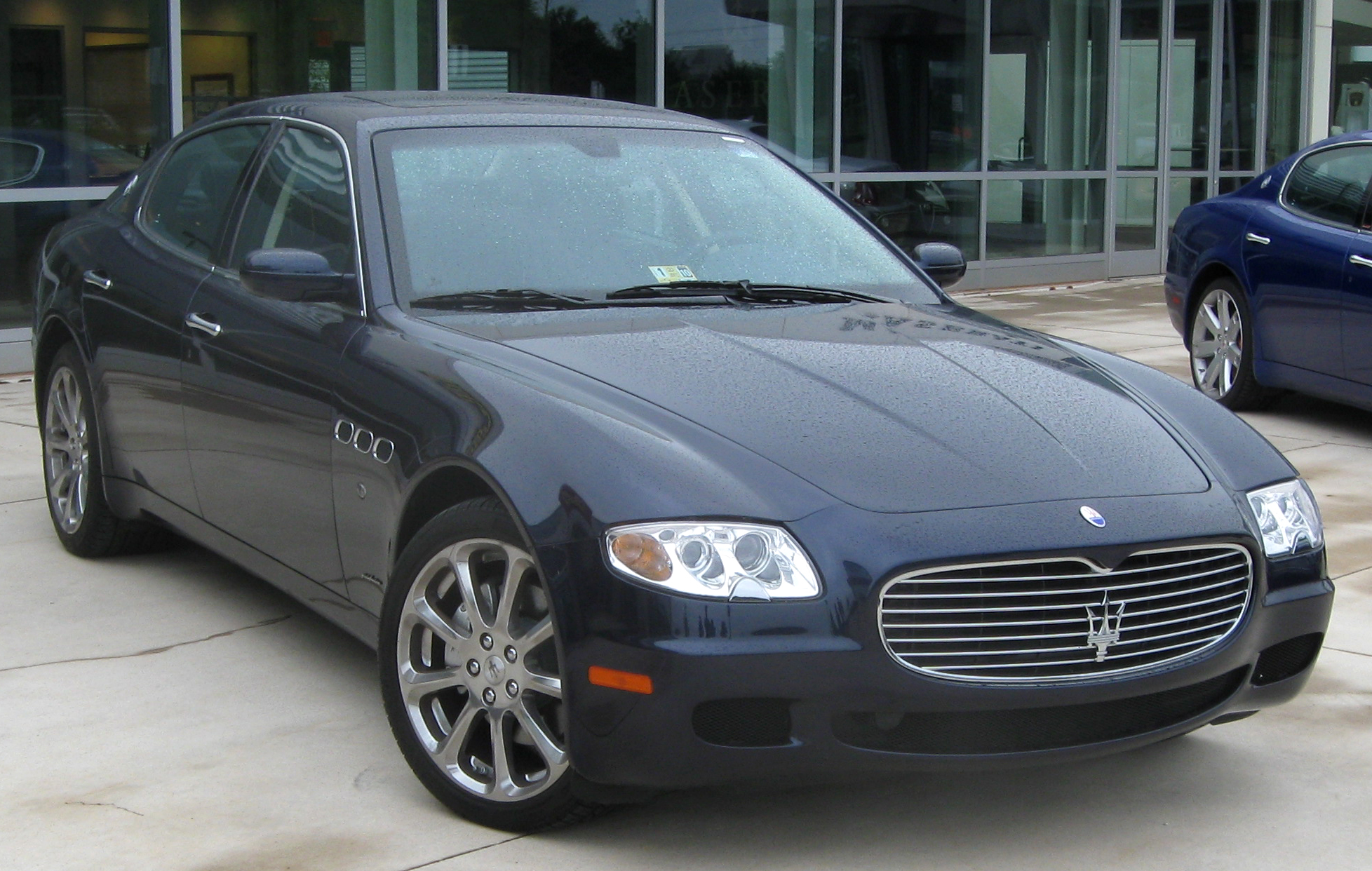
Maserati Quattroporte

Graziano Trasmissioni to włoska firma motoryzacyjna, specjalizująca się w produkcji zaawansowanych technicznie skrzyń biegów (m.in. zautomatyzowane skrzynie dwusprzęgłowe) oraz podzespołów układu przeniesienia napędu, często wykorzystywanych w autach sportowych i supersamochodach wielu producentów, m.in. Alfa Romeo (Alfa Romeo 8C Competizione), Aston Martin (np. model V8 Vantage), Ferrari (Modena), Lamborghini (np. Lamborghini Aventador), Maserati (Quattroporte), McLaren (McLaren MP4-12C), Noble (m.in. modele M600, M15) i innych. Firma produkuje elementy zębate i podzespoły skrzyń biegów, układów napędowych 4 x 4.
Graziano Trasmissioni powstała w 1951 roku i była wtedy niewielką, zatrudniającą 15 osób, firmą rodzinną. W 1963 roku jej siedzibę przeniesiono do Cascine Vica, gdzie znajduje się do dziś. Po roku 1981 przedsiębiorstwo zaczęło odnotowywać znaczny wzrost eksportu. Lata 1996-97 to współpraca z Ferrari i opracowanie oraz produkcja kompletnych skrzyń biegów do modelu Modena.
Rozwój przedsiębiorstwa przyspieszył, w 1999 roku otwarto fabrykę w Indiach, w 2005 roku w Suzhou (Chiny), a w 2006 roku – kolejną w Cerveny Kostelec (Czechy). Aktualnie (maj 2011) firma posiada zakłady produkcyjne i oddziały w Europie (Włochy, Czechy, Rosja, Wielka Brytania), w Azji (Chiny i Indie) oraz w Ameryce Północnej.
W 2007 roku spółka połączyła się z Fairfield, zmieniając nazwę na Oerlikon Drive Systems i stając się częścią szwajcarskiej grupy spółek Oerlikon Group. Obecna nazwa firmy to Oerlikon Graziano.